# Liste de jeux vidéo compatibles avec le Roland MT-32
Cet article a pour but de lister tous les jeux vidéo sur ordinateur qui peuvent utiliser un synthétiseur de la famille du Roland MT-32 pour reproduire de la musique.
Les titres en italique indiquent les jeux dont la musique a été composée à l'origine pour un autre synthétiseur que le MT-32, alors indiqué entre parenthèses.
En dessous de la liste des titres IBM PC compatibles MT-32, se trouve une liste de jeux IBM PC qui indiquent à tort être compatibles MT-32, dans leur programme d'installation, par exemple. Parmi ces titres se trouvent des jeux qui reproduisent uniquement des données General MIDI, et qui, par conséquent, sont incompatibles avec le MT-32.

## IBM PC
- 4D Sports Boxing
- 4D Sports Driving - Stunts
- 4D Sports Tennis
- A-10 Tank Killer
- Aces of the Pacific
- Aces over Europe
- The Adventures of Willy Beamish (version disquettes uniquement)
- Bad Blood (AdLib)
- Betrayal at Krondor (General MIDI)
- Budokan: The Martial Spirit
- Blue Force
- The Castle of Dr. Brain
- Castles
- Castles II: Siege and Conquest
- Civilization
- Codename Iceman
- The Colonel's Bequest
- Colonization
- Conquest of Camelot: The Search for the Holy Grail
- Conquests of the Longbow: The Legend of Robin Hood
- The Dagger of Amon Ra
- Day of the Tentacle
- Dogfight
- Dune
- Dune II
- EcoQuest : Le Secret de la cité engloutie
- Eco Quest 2 (General MIDI)
- F-15 Strike Eagle II
- F-15 Strike Eagle III
- Face Off!
- Falcon 3.0
- Fleet Defender
- Freddy Pharkas: Frontier Pharmacist (General MIDI)
- Gabriel Knight: Sins of the Fathers (General MIDI)
- Grand Prix Unlimited
- Gunship 2000
- Heart of China
- Hoyle's Book of Games 1
- Hoyle's Book of Games 2
- Hoyle's Book of Games 3
- Hoyle's Book of Games 4 (General MIDI)
- Indiana Jones and the Fate of Atlantis
- The Island of Dr. Brain (General MIDI)
- Jagged Alliance: Deadly Games
- Jones in the Fast Lane
- King's Quest I: Quest for the Crown (1990 remake)
- King's Quest IV: The Perils of Rosella
- King's Quest V: Absence Makes the Heart Go Yonder!
- King's Quest VI: Heir Today, Gone Tomorrow (General MIDI)
- King's Quest VII: The Princeless Bride (General MIDI)
- Laser Squad
- Leisure Suit Larry 1: In the Land of the Lounge Lizards (1991 remake)
- Leisure Suit Larry Goes Looking for Love In Several Wrong Places
- Leisure Suit Larry 3: Passionate Patti in Pursuit of the Pulsating Pectorals!
- Leisure Suit Larry 5: Passionate Patti Does a Little Undercover Work!
- Leisure Suit Larry 6: Shape Up or Slip Out! (General MIDI)
- Lemmings 2: The Tribes (Amiga)
- Les Voyageurs du Temps (aka Future Wars: Time Travellers)
- LineWars II
- Loom (AdLib)
- The Lost Vikings (Super NES)
- Lotus: The Ultimate Challenge (aka Lotus III: The Ultimate Challenge) (Amiga)
- Microprose Formula One Grand Prix (aka World Circuit)
- Mixed-up Fairy Tales
- Mixed-up Mother Goose (1990-1992 versions)
- Monkey Island 2: LeChuck's Revenge
- NHL Hockey
- Night Hawk: F-117A Stealth Fighter 2.0
- Nova 9
- Oil's Well (1990 remake)
- Operation Stealth (aka James Bond: The Stealth Affair)
- Pacific Strike (General MIDI)
- Pepper's Adventures in Time  (General MIDI)
- Pinball Dreams (early version) (Amiga)
- Police Quest: In Pursuit of the Death Angel (1992 remake)
- Police Quest 2: The Vengeance
- Police Quest 3: The Kindred
- Police Quest: Open Season (General MIDI)
- Prince of Persia (version 1.3)
- Prince of Persia 2
- Quest for Glory I: So You Want To Be A Hero
- Quest for Glory II: Trial By Fire
- Quest for Glory III: Wages of War (General MIDI)
- Quest for Glory IV: Shadows of Darkness (General MIDI)
- Race Drivin'
- Realms of Arkania: Blade of Destiny (Amiga)
- Realms of Arkania: Star Trail (General MIDI/CD-Audio)
- Red Baron
- Rise of the Dragon
- Sam and Max Hit the Road (General MIDI)
- The Secret of Monkey Island
- The Settlers (Amiga)
- Silpheed (NEC PC-88 OPN)
- Simon the Sorcerer
- Simon the Sorcerer 2 (General MIDI)
- Sorcerian (NEC PC-88 OPN)
- Space Quest 1: The Sarien Encounter (1991 remake)
- Space Quest III: The Pirates of Pestulon
- Space Quest IV: Roger Wilco and the Time Rippers
- Space Quest V: The Next Mutation (General MIDI)
- Space Quest 6: Roger Wilco in the Spinal Frontier (General MIDI)
- Star Wars: Dark Forces (General MIDI)
- Star Wars: TIE Fighter (General MIDI)
- Star Wars: X-Wing
- Stellar 7
- Strike Commander
- Stunts (ou 4D Sports Driving)
- Supaplex
- Test Drive 3: The Passion
- T.F.X. (Tactical Fighter Experiment)
- Thexder 2: Firehawk (NEC PC-88 OPNA)
- Transport Tycoon
- Transport Tycoon Deluxe
- UFO: Enemy Unknown
- Ultima Underworld: The Stygian Abyss
- Ultima Underworld II: Labyrinth of Worlds
- Ultima VI: The False Prophet (AdLib)
- Ultima VII: The Black Gate
- Ultima VII Part 2: Serpent Isle
- Utopia
- Wacky Funsters
- Wing Commander
- Wing Commander Academy
- Wing Commander II
- Worlds of Ultima: The Savage Empire
- Worlds of Ultima: Martian Dreams
- Zeliard (NEC PC-88 OPN)

## Jeux IBM PC indiquant à tort être compatibles avec le MT-32
- Black Knight: Marine Strike Fighter
- Frontier: First Encounters
- The Incredible Machine
- Little Big Adventure (aka Relentless)
- Sensible World Of Soccer 96-97
- The Settlers II
- Whiplash (aka Fatal Racing)

## Sharp X68000
- Akumajō Dracula
- Detana TwinBee (Arcade)
- Gradius II: Gofer no Yabou (Arcade)

## Atari ST & Falcon030
- The Adventures of Maddog Williams in the Dungeons of Duridian
- Bad Mood
- Codename: ICEMAN
- The Colonel's Bequest
- Conquests of Camelot: The Search for the Grail
- Croisière pour un cadavre
- Eco (en)
- Hero's Quest
- King's Quest II: Romancing the Throne
- King's Quest III: To Heir is Human
- King's Quest IV: The Perils of Rosella
- OpenDune
- Police Quest II: The Vengeance
- Space Quest III: The Pirates of Pestulon
- Leisure Suit Larry II: Goes Looking for Love (in Several Wrong Places)
- Leisure Suit Larry 3
- Operation Stealth